# Бура (Калганський район)
Бура́ (рос. Бура) — село у складі Калганського району Забайкальського краю, Росія. Адміністративний центр Буринського сільського поселення.

## Населення
Населення — 629 осіб (2010; 817 у 2002).
Національний склад (станом на 2002 рік):
- росіяни — 95 %